# 中华人民共和国外交部欧亚司
中华人民共和国外交部欧亚司（英語：Department of European-Central Asian Affairs of the Ministry of Foreign Affairs of the People's Republic of China），是中华人民共和国外交部直接领导的工作机关，分管东欧和中亚地区外交事务。

## 机构沿革
欧亚司的前身为苏联东欧司，简称苏欧司。
1958年1月，苏联东欧司更名为社会主义国家司，亚洲司所辖的蒙古国、朝鲜和越南事务划归苏联东欧司负责。同年12月，社会主义国家司所辖蒙古国、朝鲜和越南事务重新划归亚洲司负责，社会主义国家司复名苏联东欧司。
苏联于1991年12月26日解体。苏联东欧司自1992年1月1日起更名为东欧中亚司，主管范围不变。
2004年6月18日，东欧中亚司所辖的前苏联国家以外的东欧国家事务，以及波罗的海三国（爱沙尼亚、拉脱维亚和立陶宛）事务，整体划归西欧司负责；西欧司更名为欧洲司，东欧中亚司更名为欧亚司。

## 工作职能
外交部欧亚司主要按照国务院和外交部给其确定的工作范围，负责办理以下各项工作：
- 负责掌握、研究东欧中亚地区和国家的情况和形势。
- 负责与这一地区内的国家外交往来。
- 负责与这一地区内的国家相关的涉外事务的具体事宜。
- 协调同东欧、中亚地区国家间双边往来的具体政策。
- 指导中华人民共和国驻本地区大使馆、领事馆的外交业务工作。
- 其他相关工作。

## 组织结构
- 中华人民共和国外交部
  - 中华人民共和国外交部欧亚司
    - 欧亚司一处
    - 欧亚司二处
    - 欧亚司三处
    - 欧亚司四处
    - 欧亚司五处
    - 欧亚司六处
    - 欧亚司综合处

## 工作涉及的国家
外交部欧亚司的工作职能中“东欧”和“中亚”的范围只是一个大概的区域范围，不严格依据地理上的划分方法，主要泛指中亚五国和高加索地区与中华人民共和国有外交联系（不一定建立外交关系）的国家和地区。
这些国家包括：

### 东欧
1. 白俄罗斯
2. 俄罗斯
3. 乌克兰
4. 摩尔多瓦

### 高加索
1. 阿塞拜疆
2. 格鲁吉亚
3. 亚美尼亚

### 中亚
1. 哈萨克斯坦
2. 吉尔吉斯斯坦
3. 塔吉克斯坦
4. 土库曼斯坦
5. 乌兹别克斯坦

地区组织和合作机制包括：上海合作组织、亚洲相互协作与信任措施会议、中亚区域经济合作、中国—中亚机制。

## 历任司长

### 苏联东欧司时期
- 伍修权（1949－1950.12）
  - 徐以新（1951.1－1952.8，副司长代理）
- 徐以新（1952.8－1954.8）
- 何伟（1954.10－1955，部长助理兼）
- 陈楚（1955－1956）
  - 刘靖宇（1956－1957，代司长）
- 王雨田（1958－1959）
  - 李汇川（1959，代司长）
  - 余湛（1963－1964，代司长）
- 余湛（1964.7－1972.5）
- 于洪亮（1978－1982）
- 马叙生（1982－1984.10）
- 戴秉国（1986.6－1989.10）
- 朱安康（1989.10－1991.12）

### 欧亚司时期
- 朱安康（1992.1－1993）
- 张德广（1993－1995）
- 刘古昌（1995－1996）
- 周晓沛（1997－1998）
- 赵希迪（1998－1999）
- 李辉（1999－2003）
- 周力（2004－2007）
- 程国平（2007－2008）
- 张喜云（2008－2010）
- 张汉晖（2010－2015）
- 桂从友（2015－2017）
- 孙霖江（2017－2021）
- 刘彬（2021－，2024.9起以部长助理兼[5]）